# Gesellschaft für künstlerische Forschung in der Bundesrepublik Deutschland
Die Gesellschaft für künstlerische Forschung in der Bundesrepublik Deutschland, abgekürzt gkfd ist der Bundes- und Dachverband für institutionelle und freie künstlerische Forschung in Deutschland.

## Gründung
Im September 2018 erschuf sich die gkfd aus einer Initiative von über 100 Gründungsmitgliedern auf Anregung von Julian Klein. Unter den Einladenden waren zahlreiche namhafte Künstler und Kunsttheoretiker. Seit September 2020 engagieren sich Anke Haarmann (HAW Hamburg), Michaela Melian (HfBK Hamburg) und Mathias Zeiske (HKW, Literaturprogramm) im Präsidium der Fachgesellschaft. Bis zum September 2020 bestand das Präsidium aus den Gründungsmitgliedern Elke Bippus (ZHDK Zürich), Kathrin Busch (UdK Berlin) und Julian Klein (!KF Berlin), seit März 2020 vertreten von Hanne Loreck (HfBK Hamburg).

## Ziele
Die gkfd fördert, vernetzt und repräsentiert künstlerisch Forschende bundesweit. Sie versteht sich als Ort des Austauschs über die spezifischen Formen und Verfahren der künstlerischen Forschung sowie der Reflexion auf die zunehmende Bedeutung von Kunst für das Wissen in der Gesellschaft. Sie unterstützt den professionellen Austausch und richtet sich als Bundesverband von künstlerisch Forschenden an die Öffentlichkeit und Politik. Zu ihren Aktivitäten gehören die Ausrichtung von Festivals und Symposien, die Veröffentlichung und Verbreitung von Werken künstlerischer Forschung und der Einsatz für die Verbesserung von Förderungsmöglichkeiten.

## Berliner Förderprogramm künstlerische Forschung
Seit 2020 hat die gkfd ein Förderprogramm für künstlerische Forschung mit den Mitteln der Berliner Senatsverwaltung für Kultur und Europa eingerichtet. Damit hat der junge Dachverband bereits in den ersten beiden Entstehungsjahren ein Förderinstrument geschaffen, das künstlerisch Forschende aus den Bereichen Bildende Kunst, Film/Video, Literatur, Musik, Tanz, Theater mit 2-jährigen Stipendien für spezifische, durch eine externe Jury ausgewählte Projekte und gemeinsamen Veranstaltungen finanziell und ideell unterstützt.

## Ausstellungen und Symposien
Gemeinsam mit der Deutschen Gesellschaft für Ästhetik veranstaltete die gkfd im Jahr 2019 das zweitägige Symposium „Forschungsmaschine. Verschränkte Verfahren von Kunst und Theorie“ an der Volksbühne Berlin. Mit der Ausstellung „Radikale Passivität: Politiken des Fleisches“ wird in der neuen Gesellschaft für bildende Kunst (nGbK) in Berlin ein Kooperationsprojekt mit der Gesellschaft für künstlerische Forschung in Deutschland (gkfd) im Rahmen der Berlin Art Week 2020 gezeigt.